# 勇者の日
勇者の日（ゆうしゃのひ）とは、第二次世界大戦中の4月9日のバターン半島陥落とその戦死者を記念するために制定されたフィリピンの公休日である。2009年は当該日が聖木曜日と同日であったため、4月6日に移された。